# Hypericum scopulorum
Hypericum scopulorum är en johannesörtsväxtart som beskrevs av Isaac Bayley Balfour. Hypericum scopulorum ingår i släktet johannesörter, och familjen johannesörtsväxter. Inga underarter finns listade i Catalogue of Life.